# Charles-Louis Havas
Pour les articles homonymes, voir Havas (homonymie).
Charles-Louis Havas, né le 5 juillet 1783 à Rouen et mort le 21 mai 1858 à Bougival, est le fondateur de l'agence Havas en 1835.
Ancien négociant international puis banquier, devenu journaliste et traducteur à la quarantaine, Charles-Louis Havas invente le concept – repris par Reuters et l'Associated Press – d’agence de presse mondiale et généraliste, dont héritera l'Agence France-Presse à la Libération, en récupérant les clients et l'immeuble de l'entreprise.
En 1825, il a fondé son propre bureau de traduction d'informations venues de l’étranger, pour la presse française. L’intérêt croissant pour l'actualité internationale l'amène à le transformer, en 1835, en l’agence Havas, qui fournit aussi des dépêches de France aux pays étrangers. Il a travaillé avec Paul Julius Reuter, fondateur en 1851 à Londres de l'agence Reuters, et Bernhard Wolff qui crée, en 1849 à Berlin le Wolff’s Telegraphisches Bureau allemand, ancêtre de l'Agence Continentale allemande et de la DPA. Après sa retraite, en 1852, ses deux héritiers, Auguste Havas et Charles-Guillaume Havas, bâtiront en cinq ans un monopole dans la publicité, la Société générale des annonces, devenue Havas à la Libération.

## Havas, négociant et banquier

### Origines familiales
Son grand-père Thomas-Guillaume-François Havas (1717-1795) avait épousé Marie-Elisabeth Eude, née et morte comme lui à Pont-Audemer, en Normandie. Le cadet des fils du couple devient vicaire de la paroisse Saint-Étienne à Rouen, et l'aîné, diplômé en droit, inspecteur royal de la Librairie de Rouen, chargé du contrôle des ballots de livres étrangers et des travaux donnés aux imprimeurs. Nommé Charles Louis Havas, comme le sera son fils, il gère la fortune foncière des grandes familles de la noblesse normande. En 1780, à Rouen, il épouse Marie Anne Belard, fille d’un raffineur de sucre de la ville, qui lui donne six enfants.

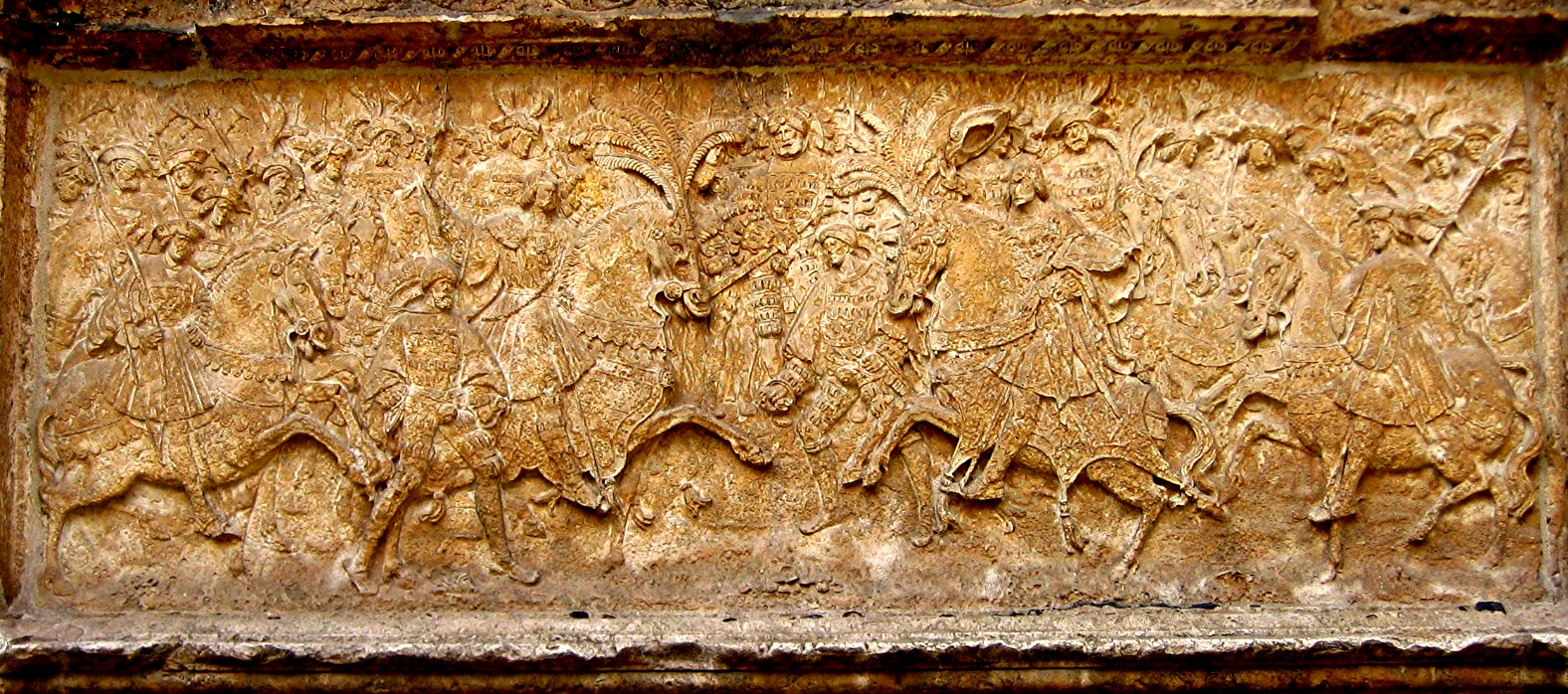
L'entrevue du camp du Drap d'or, Hôtel de Bourgtheroulde, siège du Comptoir d'escompte de Rouen.

Havas père jouit à Rouen d'une réputation de probité exemplaire. Il change d’activité après la Révolution française, se lance dans le négoce du coton et fait fortune en rachetant des biens nationaux à Lyons-la-Forêt et en pays d’Auge. Mais l'approvisionnement en coton de Saint-Domingue est stoppé par la révolution haïtienne et le traité de Whitehall signé par les grands planteurs avec l'Angleterre en 1794 : Havas père prend alors langue avec les négociants internationaux pour s'approvisionner au Brésil. Sous Bonaparte, lorsque deux comptoirs d’escomptes sont créés à Rouen et Lyon par le décret impérial du 24 juin 1808, Havas père figure dans liste des administrateurs pressentis, sans même avoir fait acte de candidature. Il s'en étonne dans une lettre adressée à un proche de l’Empereur. Certains administrateurs estiment « son âge très avancé » (55 ans) et ses infirmités « nuisibles au bien de l’établissement ». D’autres jugent qu’il « ne sollicite cette place que pour une retraite honorable ».

### Débuts dans la négoce puis les emprunts publics
Son fils Charles-Louis Havas, âgé de 22 ans, rencontre en 1805, un ami de la famille, le négociant Gabriel-Julien Ouvrard qui lui propose de venir travailler à Nantes. Charles-Louis Havas exploite des licences d'importation. Devenu très vite fournisseur des armées impériales, il apprend le grand négoce, achetant et revendant blé, coton et denrées coloniales (sucre, café et cacao). À la suite du blocus continental de 1806, Charles-Louis Havas est envoyé à Lisbonne travailler pour un correspondant d'Ouvrard, Durand-Guillaume de Roure, originaire du Massif Central et installé au Portugal depuis 25 ans, où il est propriétaire d'une grosse maison de commerce française. En 1807, Bonaparte lance une offensive sur le Portugal pour briser le commerce du coton brésilien qui transite via les ports lusophones. Charles-Louis Havas anticipe la crise en achetant 3 000 tonnes de coton (le tiers de la consommation annuelle de tout l’Hexagone) qu'il revend avec une énorme plus-value à Rouen à la suite du blocage des importations brésiliennes. Charles-Louis Havas devient l’associé de Durand-Guillaume de Roure et épouse sa fille Jeanne, le 4 février 1808 à Lisbonne. Ils ont trois enfants : Jeanne Caroline (née 1808), Charles-Guillaume Havas (1811-1874) et Auguste Havas (1814-1889). Les deux fils prendront sa succession en 1852.
L'année d'après, la guerre d’Espagne entraîne l’occupation du Portugal par les Anglais. Expulsée de Lisbonne manu militari, la famille de Roure-Havas se réfugie à Rouen. Charles-Louis y exerce à nouveau dans le négoce grâce à l’appui de deux oncles, Prosper Tranquille Havas et Charles Constant Havas (adjoint du ministre de l’Intérieur Joseph Fouché). Mais son mentor Gabriel-Julien Ouvrard est emprisonné à Sainte-Pélagie en 1809. La famille s’installe à Paris en 1811. Charles-Louis Havas est spécialiste du négoce des emprunts publics. Justement, les guerres napoléoniennes creusent le déficit de l'État. Charles-Louis connaît d'autant mieux ce marché que son ami Ouvrard y a innové cinq ans plus tôt, en inventant un système où les bons du Trésor sont remplacés, en quelque sorte, par un emprunt occulte et permanent.
La chute de l’Empire après Waterloo entraîne la déchéance des emprunts publics français. En 1815, Charles-Louis Havas a 32 ans et redémarre de zéro. Son ami bonapartiste Gabriel-Julien Ouvrard, qui s'est relancé dans la spéculation financière, le recrute comme correspondant à Paris pour traduire et résumer le contenu des principaux journaux du monde. Charles Havas parle anglais et allemand, et son épouse maîtrise l'espagnol et le portugais. Le couple est dans les années 1820 à la tête d'un bureau de renseignements économiques et financiers au service exclusif du banquier Gabriel-Julien Ouvrard. Mais ce dernier sera à nouveau ruiné, perdant définitivement tout crédit lorsqu'un appel d'offres organisé à Bayonne en 1825, pour fournir les armées de la Restauration lors de l'expédition d'Espagne, débouche sur le scandale des marchés d'Espagne. La crise boursière de 1825 achève de ruiner Charles-Louis Havas.

## Havas, traducteur et journaliste

### L'ouverture d'un bureau de traducteur en face de l'hôtel des Postes
Ruiné par la crise boursière de 1825, Havas constitue, en 1832, le Bureau de traduction des journaux étrangers, qui deviendra le Bureau de nouvelles. Logé Hôtel Bullion, au 4 rue Jean-Jacques-Rousseau à Paris, juste à côté de l'Hôtel des ventes, Charles-Louis n'a qu'à traverser la rue chaque matin pour aller chercher lettres et journaux à l'Hôtel des Postes, future Poste centrale du Louvre.
À sa sortie de prison en 1825, son ami le banquier Gabriel-Julien Ouvrard lui a demandé de constituer un réseau d'informateurs européens. Sa mission consiste à lire tout ce qui touche aux activités des banques concurrentes : les guerres, le négoce, les cours des matières premières ou les naufrages. Le navigation à vapeur balbutie, transportant le coton sur le Mississippi, puis s'aventurant en mer. L'empire colonial espagnol a éclaté, les nouvelles républiques se multiplient.
Charles-Louis se charge de la presse anglaise et allemande. L'espagnol et le portugais sont pour sa femme Jeanne, née à Lisbonne. Brésil, Louisiane, Égypte, ils décortiquent l'actualité mondiale, de la politique à la Bourse. Tous les jours, ils reçoivent une lettre de James Collans, l'agent de Gabriel-Julien Ouvrard à la Bourse de Londres, qui s'y rend tous les jours. Les lettres de James Collans sont faites pour échapper aux curiosités car dissimulées sous une autre enveloppe avec un nom banalisé. Le nom de quatre de ses informateurs est aussi dissimulé sous quatre numéros et une partie du texte est codé. Havas, lui, est encore endetté, comme il le confesse en 1831 dans une lettre à sa sœur.
La Bourse de Paris est encore à la veille de connaître son essor : 44 valeurs seulement y sont cotées en 1830. Ce sera 223, six ans après, en décembre 1836, soit cinq fois plus. La nouvelle liberté de la presse a fait du secteur des médias l'un des mieux représentés, avec 34 valeurs. Le journal La Bourse d'août 1837, recensera déjà 260 sociétés française cotées, dont 38 journaux, parmi lesquels une foule de publications économiques. Même effervescence à la Bourse de Londres après le Bank Charter Act de 1833, mais dans un autre secteur capital pour l'économie : on compte 30 introductions en bourse de banques anglaises dans les trois années qui suivent, puis 59, l'année suivante, en 1836. La panique de 1837 sanctionnera cet engouement spéculatif.

### Le rachat de «correspondances» pour passer en 1832 au «Bureau des nouvelles»
Charles-Louis Havas écrit en même temps des articles pour le quotidien Le Constitutionnel, fondé en 1815 par Joseph Fouché, un de ses protecteurs. Il traduit des articles pour deux autres journaux. Lors de la Protestation des 44 journalistes du 26 juillet 1830, à la veille des Trois Glorieuses, il est rue de Valois, dans les locaux du quotidien Le Constitutionnel, où la colère gronde avant de finir en émeute place du Palais-Royal.
En 1830 aussi, Gabriel-Julien Ouvrard se lance dans une bataille financière, à la Bourse de Londres, en spéculant à la baisse sur les emprunts d'État français, tandis que la famille Rothschild spécule au contraire à la hausse. Gabriel-Julien Ouvrard reçoit ses informations de Charles-Louis Havas à Paris et gagne son pari : le cours de la rente française chute, tombant de 80 à 48. Elle mettra dix ans à remonter à 74.
Germanophone, Havas collabore aussi à la Correspondance Garnier, relancée fin 1831 pour succéder au Bureau Bornsteïn, fondé en 1811 par un réfugié politique allemand. La publication a une précieuse clientèle de plusieurs centaines de lecteurs outre-Rhin. Il la rachète dès 1832, l'année où il crée le Bureau de nouvelles. L'acquisition d'autres publications concurrentes, la Correspondance de Gouve de Nuncques et la Correspondance de Paris, permet de constituer un réseau de collecte d'informations, central et complet, donnant de la crédibilité aux nouvelles diffusées. Le concept d'agence de presse mondiale est né.

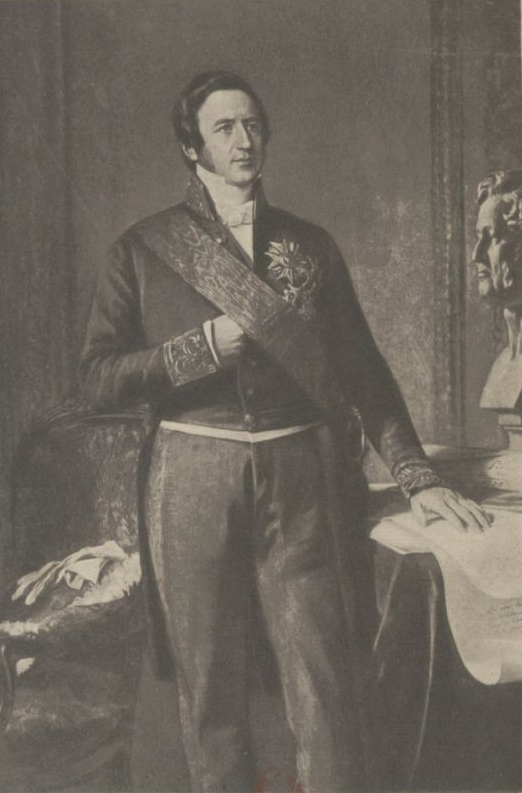
Camille de Montalivet, client de Charles-Louis Havas.

Une traversée de l'Europe lui a permis de recruter des correspondants, qui s'intègrent à l’Agence des Feuilles Politiques-Correspondance Générale, créée le 22 octobre 1835 et expédiée dès 1838 en Hollande, Belgique, Allemagne, Angleterre et "à quelques organes de l'opinion légitimiste dans les départements". Cette nouvelle activité, qui a pour gérant J. Delaire, complète le Bureau de traduction. La nouvelle Agence Delaire-Havas communique avec ses correspondants par le télégraphe de Chappe, qui en 1844 bénéficie de 534 tours quadrillant le territoire français sur 5 000 km, après avoir déjà obtenu un privilège de transmission accélérée de ses dépêches par la poste,.

### En 1838, le soutien décisif du ministère de l'Intérieur
Le 15 avril 1838, l'Agence Delaire-Havas marque un point décisif : elle persuade le ministre de l'Intérieur Camille de Montalivet de relancer à son profit le marché d'une importante publication officielle destinée à la presse de province, fondée par le rival historique d'Havas, Jacques Bresson, la Correspondance des journaux ministériels des départements, appelée aussi Correspondance Lejollivet et rédigée par Léon Vidal, le conseiller du ministre pour la presse, qui travaillera à partir de 1838 pour Havas. La Correspondance Lejollivet s'appelait aussi la Correspondance spéciale pour les feuilles ministérielles des départements, ou "Correspondance Labot".
Labot, avocat et rédacteur à la Sentinelle du Peuple de Volney, avait été avec Degravier, directeur du "Bureau général de correspondance politique, commerciale et littéraire", domicilié au 8 rue du Mail, et d'une publication recensant les statistiques des 335 journaux publiés dans 113 villes. Sa correspondance, envoyée deux fois par semaine, contenant "d'insignifiantes traductions de journaux étrangers flanquées d'un lambeau de quelque séance de la Chambre", avait été rachetée par l'Office-Correspondance, fondée en 1830 par Jacques Bresson. Elle était directement rédigée par le « Bureau de l'esprit public », c'est-à-dire le ministère de l'Intérieur. Elle avait, dès 1833, pour clients une soixantaine de feuilles ministérielles départementales, dont dix quotidiennes, et subissait la concurrence de l'Office Correspondance, créée dès 1830 par Jacques Bresson, puis éditée à partir de 1835 par le duo Lepelletier et Bourgoin,.
Havas et Delaire la remplacent, en 1840, par La Correspondance politique privée. Léon Vidal (auteur) continue à y jouer le même rôle, mais sous leur contrôle. Jacques Bresson partira lui ensuite diriger, à partir de 1855, le journal boursier à succès, la Gazette des chemins de fer.
Vers 1840, Havas et Delaire diffusent quatre services : une Correspondance politique destinée aux préfets et aux sous-préfets, et sa déclinaison pour la presse départementale gouvernementale (La Correspondance politique privée), ainsi que le Petit Bulletin universel aux membres du gouvernement, résumant les nouvelles de la veille et de la nuit. Pour les banquiers et hommes d'affaires, la Petite Feuille, synthétique, résume des extraits de journaux, quelques faits boursiers et la cote des obligations. Ils ont rapidement comme clients environ 70 « feuilles départementales ». Delaire reçoit alors deux subventions, dont une qui varie de 1 100 à 1 700 francs, versée tous les trimestres. Au total, sur la période 1840-1841, l'agence Delaire-Havas aurait reçu 200 000 francs de l'État. Elle prélève jusqu'à 50 % des budgets publicitaires de ses clients, des publications pour la plupart sans lecteurs. Soutenu par le banquier Jacques Laffite, Havas obtient le droit d'utiliser le télégraphe électrique dès 1845, cinq ans avant que la loi de 1850 ne l'autorise aussi à ses concurrents, sous des conditions très strictes.

### Balzac dénonce le «monopole» Havas, Julius Reuters rêve de le copier
Le monopole patiemment tissé par Havas dans la diffusion de dépêches de l'international vers les quotidiens français indispose nombre de journalistes, d'autant que la liberté de la presse reste extrêmement restreinte, sous la monarchie de Juillet du roi Louis-Philippe Ier.
Honoré de Balzac sonne la charge dès le 25 août 1840.

« Le public peut croire qu'il existe plusieurs journaux, mais il n'y a en définitive, qu'un seul journal… Monsieur Havas. »

— Honoré de Balzac

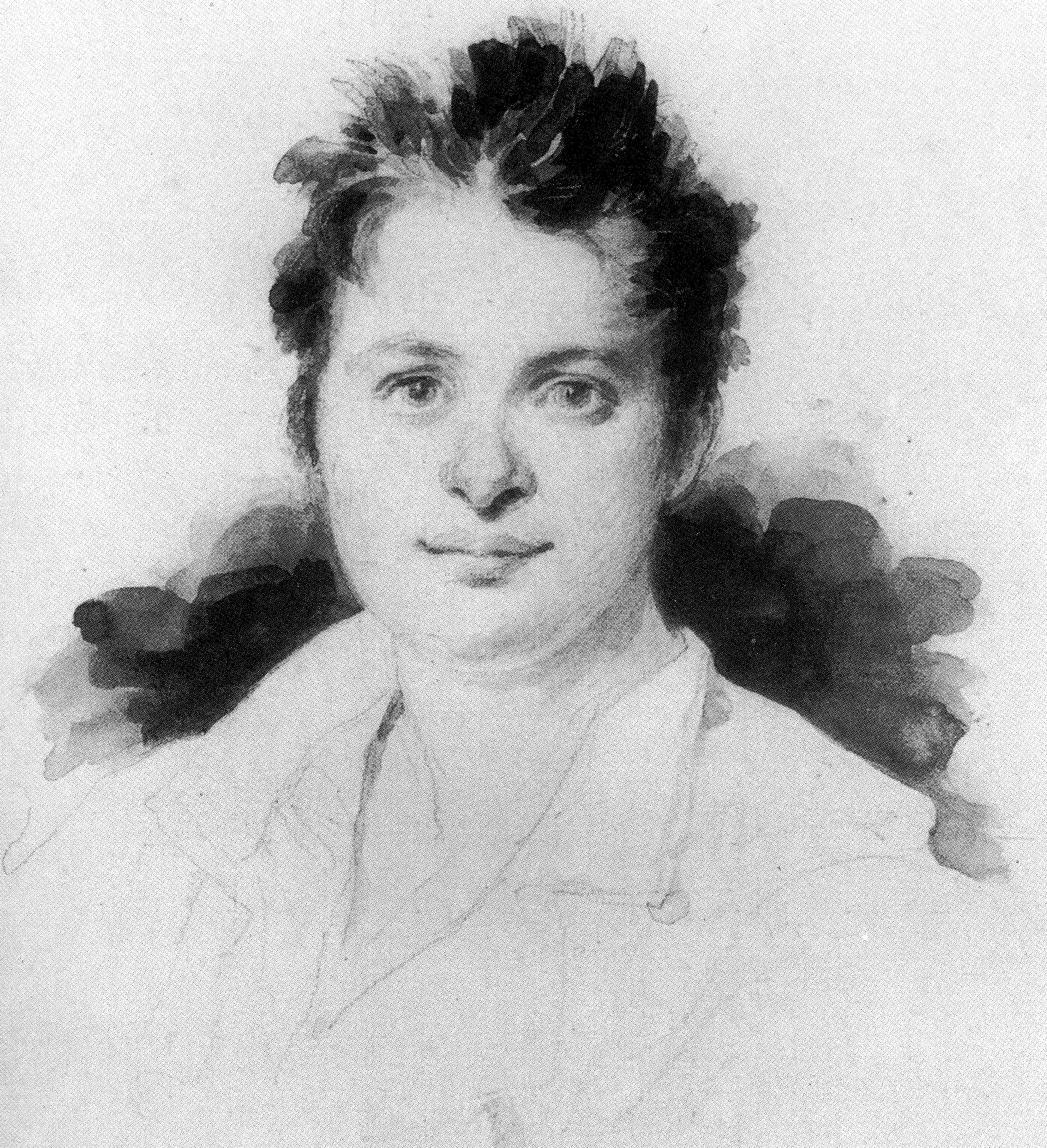
Portrait d’Honoré de Balzac vers 1825, attribué à Achille Devéria.

L'écrivain a mené son enquête et révèle qu'Havas a été coactionnaire de la Gazette de France, tristement célèbre car c'est l'un des 4 seuls journaux parisiens autorisés à paraître par Bonaparte, lors du décret du 17 septembre 1811, avec Le Moniteur, le Journal de Paris et le Journal de l’Empire, chacun de ces 4 journaux ayant été étatisé. Havas a, de plus, été « coassocié d'une entreprise pour des licences accordées par Napoléon pendant le blocus continental », observe Honoré de Balzac.
Havas, qu'il traite de « prête-nom du ministère » reçoit « 6 000 francs par mois du ministère » contre « 4 000 francs des journaux », dénonce-t-il. Résultat « les journaux à leur insu, n'ont que ce que le premier ministre leur laisse publier », martèle-t-il.
Balzac critique plus généralement la presse de l'époque, devenue selon lui, « Un quatrième pouvoir dans l’État ». « Nous expliquerons plus tard quels sont les cuisiniers chargés d'épicer les plats, et vous verrez que le peuple que l'on dit le plus spirituel du monde est celui qu'on dupe avec le plus de grossièreté », s'emporte-t-il. En 1842, il renouvelle ces critiques des journaux dans La Monographie de la presse parisienne.
Havas se défend : il ne fait que présenter les informations comme une matière brute, non transformée, en particulier dans le domaine de l’économie, grâce aux différents journalistes qui travaillent pour son compte dans les différentes capitales de l’Europe. Il a, dès 1845, un correspondant dans la capitale d'une Russie en plein éveil économique, à Saint-Pétersbourg. La répression qui suit, en 1848, la révolution de Mars en Allemagne lui permet de recruter trois des meilleurs journalistes de la nouvelle génération : Bernhard Wolff, Paul Julius Reuter et Sigmund Engländer. Le premier revient, peu après, à Berlin pour fonder le Wolff’s Telegraphisches Bureau ; les deux autres créent Reuters, après avoir travaillé ensemble dans le même journal politique à Berlin avant 1848. Paul Julius Reuter et Bernhard Wolff se sont aussi connus à Berlin, émigrant ensemble à Paris.

## Havas, entrepreneur de télécommunications

### En 1840, l'ère des pigeons voyageurs pour les spéculateurs

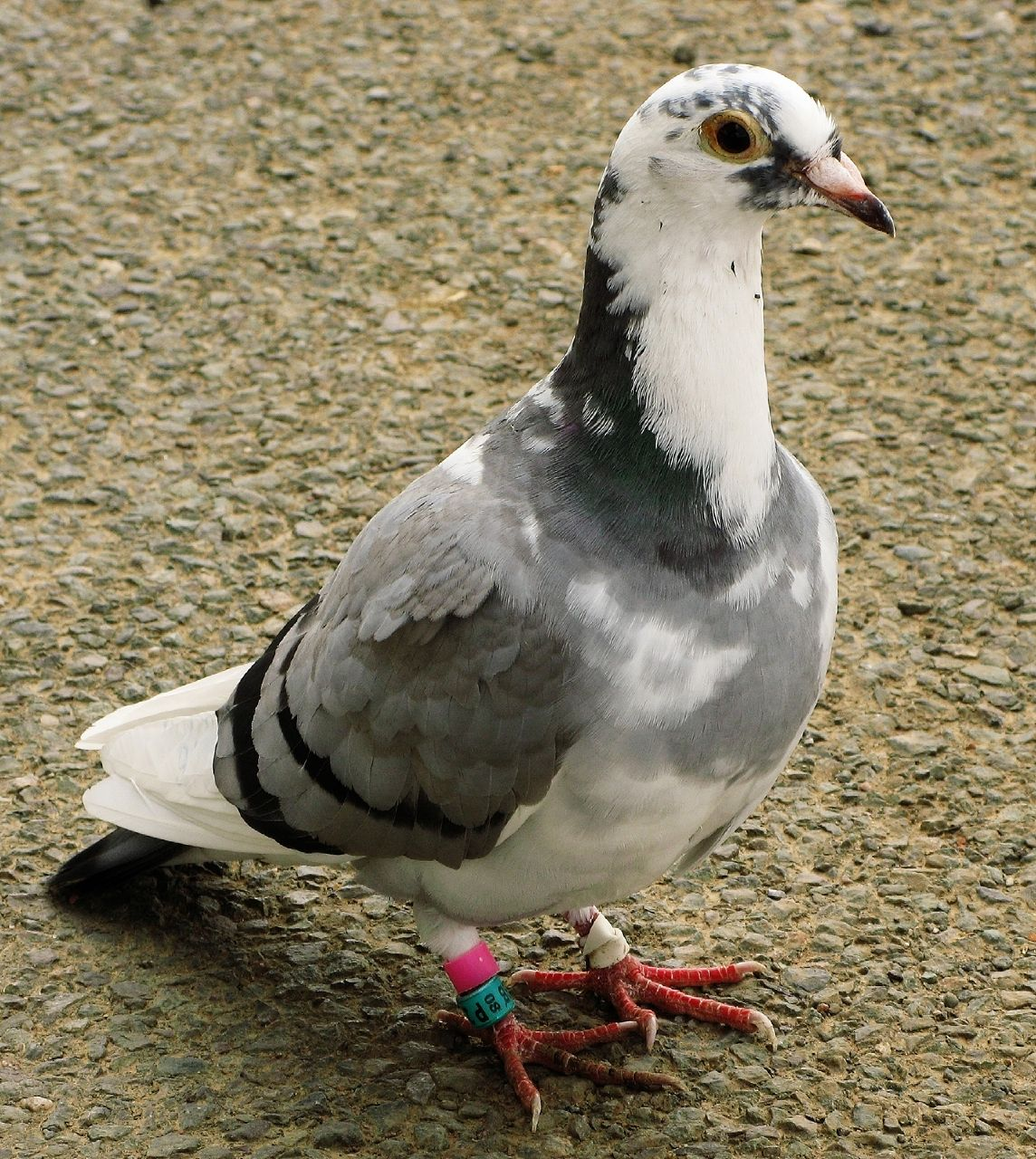
Pigeon voyageur.

À partir de 1840, les nouvelles en provenance des journaux et des marchés boursiers à l'étranger transitent par pigeon voyageur. Les bateaux de commerce s'en servent depuis longtemps pour annoncer le contenu de leur cargaison, lors de l'approche du port. Dans les médias, les premiers pigeons voyageurs sont utilisés dès 1836 par l'américain Daniel H. Craig, futur patron de l'Associated Press. À la demande d'Arunah S. Abell, l'exigeant patron du New York Sun, quotidien qui révolutionne la presse new-yorkaise, Daniel H. Craig accélère la circulation des nouvelles entre les ports de New York, Bostonet Baltimore, où vient d'être fondé en 1837 le Baltimore Sun autre quotidien à succès. Les principaux clients sont les spéculateurs de Wall Street.
Partis de Londres à 8 heures, les pigeons d'Havas arrivent à Paris à 14 heures. Enroulées autour de leurs pattes, des mini-feuilles de papier listent les cours de l’ouverture à la Bourse de Londres, dans chaque secteur industriel. Ceux de Bruxelles arrivent dès midi, avec les mines de charbon belges, également cotées à Paris et particulièrement recherchées car le professeur André Hubert Dumont (1809-1857) vient de recevoir la médaille Wollaston (1840) pour sa carte géologique des critères lithologiques et stratigraphiques, qui permet d'identifier la taille de leurs gisements.
Les deux races de pigeons les plus rapides et les plus fiables sont celles d'Anvers et Liège, selon Félix Guillaume Marie Bogaerts. Les spécialistes compteront jusqu’à 25 000 pigeons dans le port d’Anvers, qui compte une trentaine de sociétés de colombophilie en 1847, contre à peine sept ou huit avant 1828. L'historien Félix Guillaume Marie Bogaerts a évoqué les succès légendaires des « pigeons boursicoteurs » dès la bataille de Waterloo, au service du banquier Nathan Mayer Rothschild puis, lors des spéculations de 1828 sur les obligations espagnoles, « exploitées par un agiotage astucieux et éhonté ». Sur le trajet d'Anvers à Paris, les « coulonneux » de la région Nord-Pas-de-Calais se prennent de passion pour les précieux volatiles.

### Le boom de la presse en 1848 puis du télégraphe à partir de 1851

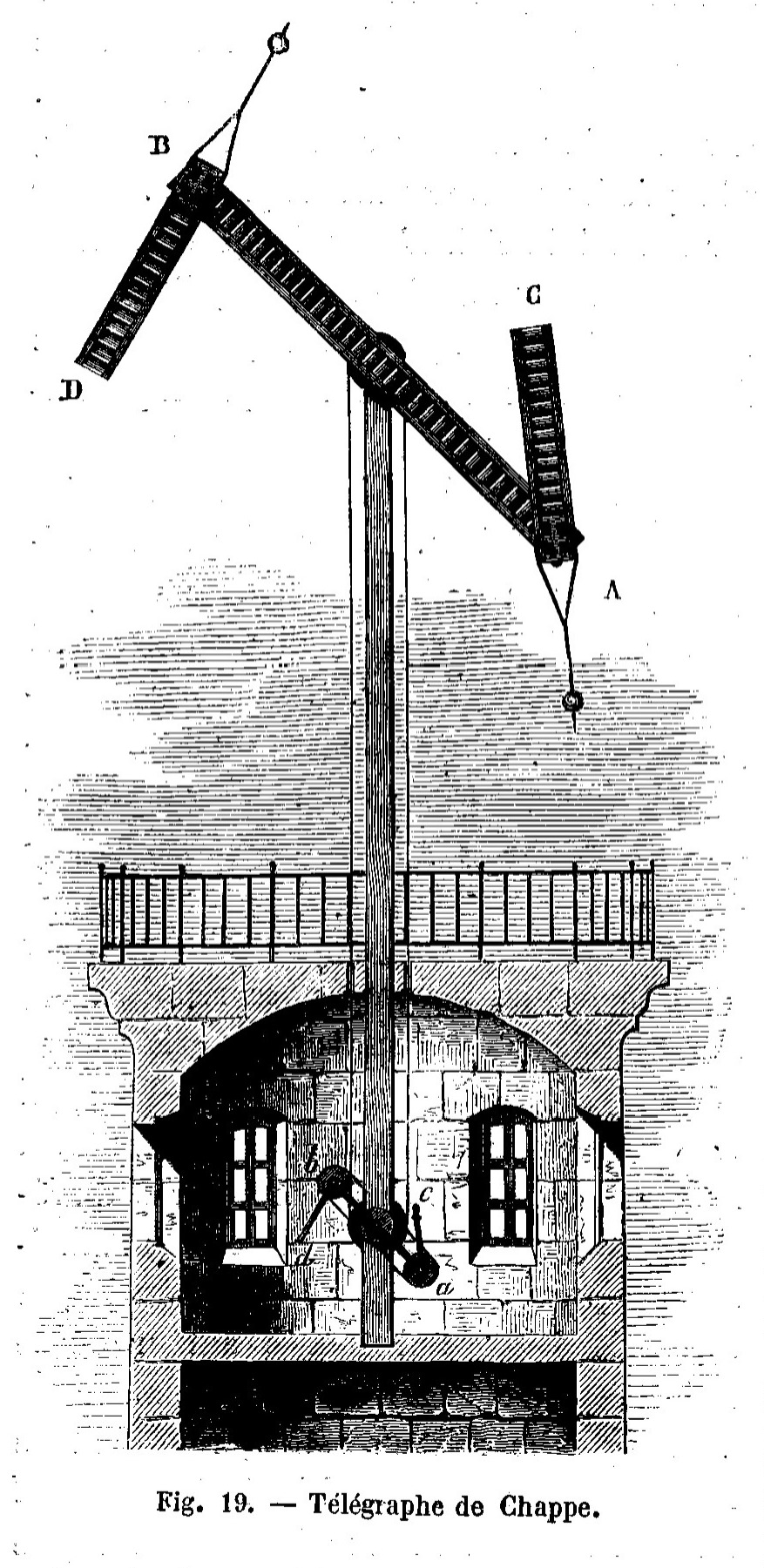
Télégraphe de Chappe.

En France, la révolution de 1848 se traduit par la liberté de la presse et celle de réunion. L'adoption du suffrage universel, réservé cependant aux hommes, fait de chacun un électeur, appelé à s'informer. Les journaux se multiplient : deux cents créations en quatre mois, mille pour les trois années suivantes. Leur prix diminue. La Liberté, nouveau quotidien lancé par Armand Dutacq se vend à un sou, soit seulement 5 centimes. Il préfigure le futur raz-de-marée de la petite presse, populaire, accessible, agréablement écrite, illustrée et informée, qui fera peu à peu une forte consommation de nouvelles, y compris de l'étranger.
Grâce aux relations d'affaires et de confiance tissées avec les administrations, l'agence Havas se trouve indirectement branchée sur le réseau du télégraphe de Chappe[source insuffisante], qui compte en 1844 en France 534 stations et 5 000 km de lignes. Elle bénéficie d'avantages tarifaires et de priorités d'envoi. La loi de 1837 sur le monopole télégraphique a placé l'État au cœur du jeu pour quatre décennies, jusqu'aux Lois sur le télégraphe de 1878. L'Administration des postes freine cependant le changement de technologie et rechigne à partager son réseau. Les premières lignes françaises de télégraphe électrique datent de 1845 pour Paris - Rouen, 1847 pour Paris - Orléans et 1848 pour Paris - Lille. Il faut attendre 1850 pour que toutes les préfectures soient reliées au ministère de l'Intérieur. Mais ce n'est qu'à partir de mars 1851 qu'Havas utilisera aussi le télégraphe électrique pour la collecte de l'information, mais lentement, sur des fils encombrés, qu'il réserve parfois pour les louer à des clients.
Autre inconvénient, le transcripteur Hugues ne peut passer que 1 000 mots à l'heure en 1860 (un toutes les 3,5 secondes). Ce sera six fois plus en 1874, 6000 mots à l'heure avec le transcripteur Baudot. Pour Havas, l'enjeu immédiat c'est d'abord la première liaison entre la Bourse de Paris et le London Stock Exchange, opérationnelle à partir de fin 1851 grâce à un câble entre Calais et Douvres.

### Dernier coup de génie, l'entrée au capital du Bulletin de Paris
Le 2 novembre 1852, Charles-Louis Havas prend sa retraite. Juste avant, il réalise un dernier coup de génie : l'entrée dans l'activité publicitaire, par une prise de participation au capital du remuant Bulletin de Paris, fondé en 1845 par Charles Duveyrier (1803-1866) pour servir La Presse d'Émile de Girardin. Repris dès 1850 par Mathieu Laffite, ce dernier invente la régie publicitaire, donnant aux journaux de province à petit budget l'accès à des publicités nationales. Très souvent, le Bulletin de Paris cède ses abonnements aux nouvelles en échange d'espace publicitaire standard sur la quatrième et dernière page des abonnés.
Ses deux fils, Auguste Havas et Charles-Guillaume Havas, pourront offrir aux clients une offre à deux pattes : dépêches d'actualité et gestion de leurs annonces. C'est la clé du succès, concrétisé par le lancement dès 1853, d'une nouvelle rubrique « dépêches télégraphique » dans les quotidiens français, qui permet de gagner de nouveaux abonnés. En seulement cinq ans, de 1852 à 1857, les deux héritiers vont bâtir un monopole dans la publicité française, à coups d'acquisitions et d'alliances, par la constitution de la Société générale des annonces. Cet empire repose sur les mêmes fondement que celui assemblé par leur père entre 1831 et 1838 dans l'information. Il s'exposera aux mêmes critiques, parfois devant les tribunaux, comme lors de l'action menée en 1866 par Jules Jaluzot, qui a fondé le Printemps Haussmann  l'année précédente.